# Nannie Helen Burroughs
Nannie Helen Burroughs (2 de mayo de 1879-20 de mayo de 1961) fue una educadora, líder religiosa y activista de los derechos civiles estadounidense. Su famoso discurso "How the Sisters Are Hindered from Helping" ("Cómo se impide la ayuda de las hermanas") en la Convención Nacional Bautista de 1900 en Virginia, le valió instantáneamente fama y reconocimiento. En 1909 fundó la Escuela Nacional de Entrenamiento para Mujeres y Niñas en Washington D. C. Sus objetivos se encontraban en el punto intermedio entre raza y género. Luchó tanto por la igualdad de derechos en las razas como por la promoción de oportunidades para las mujeres más allá de las simples tareas domésticas. Continuó trabajando en esos objetivos hasta su muerte en 1961. En 1964, la escuela fue rebautizada como Escuela Nannie Helen Burroughs en su honor y comenzó a funcionar como una institución primaria mixta. Construida en 1927, su salón de oficios tiene la designación de Hito Histórico Nacional.